# 的近律師行
的近律師行（Deacons）是一間以香港為總部的律師事務所，提供獨立的法律服務予客戶。的近律師行成立於1851年，是香港歷史最悠久和最大型的獨立律師事務所。的近律師行現時的總部位於香港島中環歷山大廈3-7樓、14樓及21樓，其辦事處分佈於北京、上海、廣州。
的近律師行由 Victor Deacon 成立，在1888年與必列者士合伙經營。

## 外部連結
- 的近律師行 （页面存档备份，存于）